# Prény
Prény – miejscowość i gmina we Francji, w regionie Grand Est, w departamencie Meurthe i Mozela.
Według danych na rok 1990 gminę zamieszkiwały 303 osoby, a gęstość zaludnienia wynosiła 20 osób/km² (wśród 2335 gmin Lotaryngii Prény plasuje się na 747. miejscu pod względem liczby ludności, natomiast pod względem powierzchni na miejscu 335.).